# Sergio Alvarado
Sergio Fernando Nicolás Alvarado (San Salvador de Jujuy, 23 de abril de 1851 - San Salvador de Jujuy., 19 de abril de 1930) fue un abogado y político argentino, que ejerció como Gobernador de la Provincia de Jujuy en tres oportunidades, entre 1891 y 1913.

## Biografía
Cursó sus estudios secundarios en el Colegio Nacional de Jujuy y en la Escuela Normal de Paraná.
Participó en la revolución de 1879 que derrocó al gobernador Martín Torino, contribuyendo a su financiamiento. A partir del año 1880 fue diputado provincial por la Capital, y ese mismo fue fiscal del Superior Tribunal de Justicia; fue diputado por el Departamento de Santa Catalina entre 1881 y 1883; ese último año fue miembro del Superior Tribunal de Justicia. Aunque renunció al poco tiempo, fue nombrado fiscal del crimen de la provincia en 1884.

### Primer gobierno
Fue ministro de gobierno del gobernador Jorge Zenarruza durante la segunda mitad del año 1890, presentando su renuncia en el mes de diciembre, para postularse al cargo de gobernador. Fue elegido gobernador en abril de 1891, asumiendo el cargo el 1 de mayo.
Apenas asumido el mando, el partido gobernante tanto a nivel provincial como nacional, el Partido Autonomista Nacional, se dividió en Jujuy, apareciendo el Partido Provincial, dirigido por los exgobernadores Zenarruza, Eugenio Tello y José María Álvarez Prado. Al frente del autonomismo quedó el senador nacional Domingo T. Pérez. El provincialismo se negó a participar en las elecciones provinciales de 1892, ya que diversos actos públicos habían estado caracterizados por la violencia entre ambos partidos, y había sido asesinado el director de un periódico opositor. A raíz de su no participación, el senador nacional Tello solicitó la intervención federal de la provincia, petición que no fue escuchada. La minoría de la Legislatura impugnó la legitimidad de la misma y se negó a concurrir a sus sesiones, por lo que cinco diputados fueron expulsados de la misma por incumplimiento de sus funciones. La muerte de Álvarez Prado y el final del mandato de Tello como senador debilitaron al Partido Provincial, por lo que la posición de Alvarado se vio fortalecida, aun cuando el propio gobierno nacional que sostenía se veía golpeado por la revolución radical de 1893.
Durante su primer mandato se ordenó la contabilidad del gobierno, se subdividieron algunos amplios campos de la Puna para su reventa a pequeños productores, se reformó y modernizó el sistema escolar, se creó el Consejo Provincial de Higiene, y se construyó el Templo del Buen Pastor, por iniciativa y donación del dirigente provincialista Manuel Padilla y del Obispo de Salta, Pablo Padilla y Bárcena.
Fue sucedido por Julián Aguirre al término de su mandato, en mayo de 1893. Al año siguiente fue elegido Diputado Nacional.

### Segundo gobierno
El 23 de marzo de 1898 fue elegido gobernador por segunda vez; esta vez, su mandato duraría tres años por una reforma constitucional, la misma que imponía elegir un vicegobernador, que fue su antiguo antagonista Manuel Padilla. Fue su ministro Manuel Bertrés, su antecesor en la gobernación; el mismo renunció a los dos años, siendo reemplazado por el futuro gobernador Daniel Ovejero.
Este segundo mandato disfrutó de mayor tranquilidad política, lo que le permitió llevar adelante numerosas iniciativas. Entre las mismas se pueden mencionar la construcción de la Escuela Manuel Belgrano en la capital, la construcción del Matadero de La Tablada, y una nueva reforma de la contabilidad pública. Se delimitaron los Departamentos en que estaba dividida la provincia, creándose un nuevo, el de Santa Bárbara.
Durante su mandato se inició el alumbrado eléctrico de la capital, y el Cabildo fue desocupado por la Policía para alojar al Batallón de Infantería N° 20 del Ejército Argentino. Su gobierno colaboró con una expedición que navegó el río Bermejo desde las cercanías de Yuto hasta su desembocadura en el río Paraguay.
El gobierno debió afrontar serias dificultades económicas a partir del año 1900, de las que el gobernador culpó a la ley nacional de impuestos directos, que dejaba sin materia imponible a las provincias. Debió sostener su gobierno por medio de una seria reducción de gastos, e iniciando una reforma del sistema impositivo. Dejó el cargo antes de ver sus efectos, al terminar su mandato el 1 de mayo de 1901. Fue sucedido por Mariano Valle, y al poco tiempo asumió como diputado provincial.

### Tercer gobierno
En 1905 fue elegido senador nacional. Ocupó ese cargo, apoyando la política del presidente José Figueroa Alcorta hasta fines del año 1909. En marzo de 1910 fue elegido por tercera vez gobernador de la provincia de Jujuy, acompañado en esta ocasión como vicegobernador por Héctor Martín Quintana. Fueron sus ministros, sucesivamente, Daniel González Pérez, Octavio Iturbe y Teófilo Sánchez de Bustamante.
Su gobierno era una alianza entre los partidos Conservador y Demócrata, divisiones locales del Partido Autonomista. El ministro Iturbe —jefe del sector conservador desde la muerte del senador Pérez— llevó a su gobierno en una dirección cada vez más conservadora, lo cual llevó a la división de la alianza del gobierno en 1912, el mismo año que la Ley Sáenz Peña habilitaba a la Unión Cívica Radical a luchar por el gobierno nacional y los provinciales, objetivo que lograría algunos años más tarde. El grupo demócrata se dividió, regresando los exgobernadores Valle y Ovejero al conservadurismo, y pasando Sánchez de Bustamante, Benjamín Villafañe, Horacio Carrillo y varios otros dirigentes al radicalismo.
Durante su mandato se llevó adelante una nueva reforma constitucional; entre sus disposiciones se eliminaba el cargo de vicegobernador y se dividía el ministerio en dos, separándose el de Hacienda del de Gobierno. Debía comenzar a regir a partir del final del mandato de Alvarado. No obstante, los continuos enfrentamientos entre demócratas y conservadores llevaron a la intervención federal de la provincia en abril de 1913.
Alvarado siguió siendo un importante dirigente conservador, y fue diputado provincial por el Departamento de Valle Grande entre 1915 y 1917, año en que fue nombrado Intendente Municipal de San Salvador de Jujuy; ocupó ese cargo hasta diciembre del mismo año, en que la provincia fue intervenida por el presidente radical Hipólito Yrigoyen, incluyendo en esa intervención también las intendencias. El radicalismo gobernaría Jujuy sin interrupción —aunque dividido en dos fracciones— hasta 1930.